# Eugen Dücker

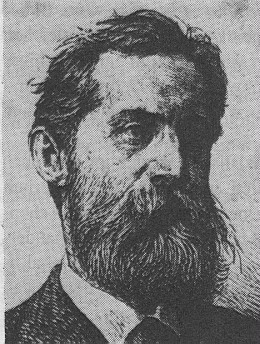
Eugen Dücker

Eugen Gustav Dücker (Arensburg, 10 februari 1841 – Düsseldorf, 6 december 1916) was een Baltisch-Duits kunstschilder. Hij was vooral bekend om zijn realistische strandscènes. Hij maakte meerdere studiereizen naar Nederland, meestal naar Katwijk aan Zee.

## Leven en werk
Dücker studeerde aan de Kunstacademie van Sint-Petersburg en vestigde zich in 1864 in Düsseldorf, waar hij zijn verdere leven zou blijven wonen. In 1872 werd hij daar docent aan de Kunstacademie Düsseldorf, hetgeen hij tot aan zijn dood zou blijven. Hij maakte diverse studiereizen, onder andere naar Italië, Frankrijk, België en Nederland. In Nederland werkte hij met name aan de Katwijkse kust.
Dücker wordt gerekend tot de Düsseldorfse Schilderschool. Hij werkte meestal "en plein air", in een realistische stijl die invloeden verraadt van de Peredvizjniki en verwantschap vertoont met de Haagse School. Hij schilderde vooral strandscènes aan de Oostzee en de Noordzee, maar ook landschappen in Estland en op de eilanden Saaremaa en Rügen.
Dücker stond in zijn tijd bekend als vernieuwer, vooral vanwege de verwerking van invloeden uit het impressionisme. Tot zijn grote schare leerlingen behoren Helmuth Liesegang, Max Clarenbach, Eugen Kampf, Otto Modersohn, German Grobe, Heinrich Hermanns, Hans Hermann, Fritz Overbeck, Heinrich Petersen-Angeln, Adelsteen Normann en Ludolph Berkemeier. Zijn werk is onder andere te zien in het Kunstmuseum van Estland te Tallinn, het Museum Kunstpalast te Düsseldorf, het Russisch Staatsmuseum te Sint-Petersburg en het Skagen Museum.

## Galerij

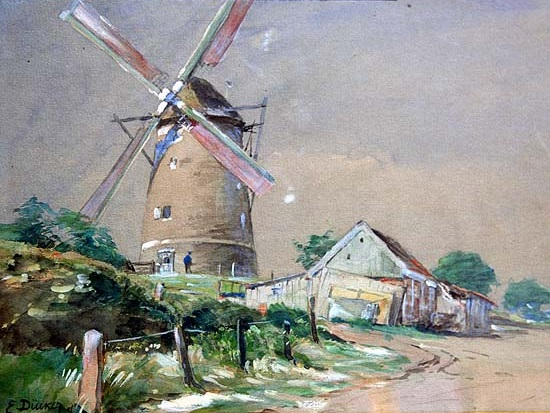
Landschap met windmolen, aquarel
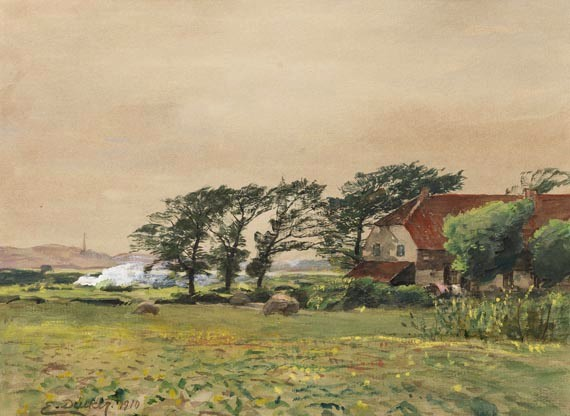
Achter de duinen in Holland
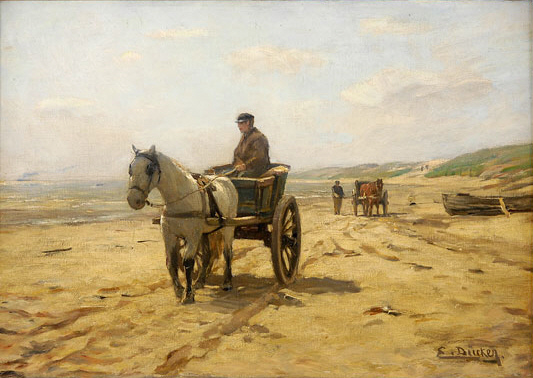
Krabbenvisser
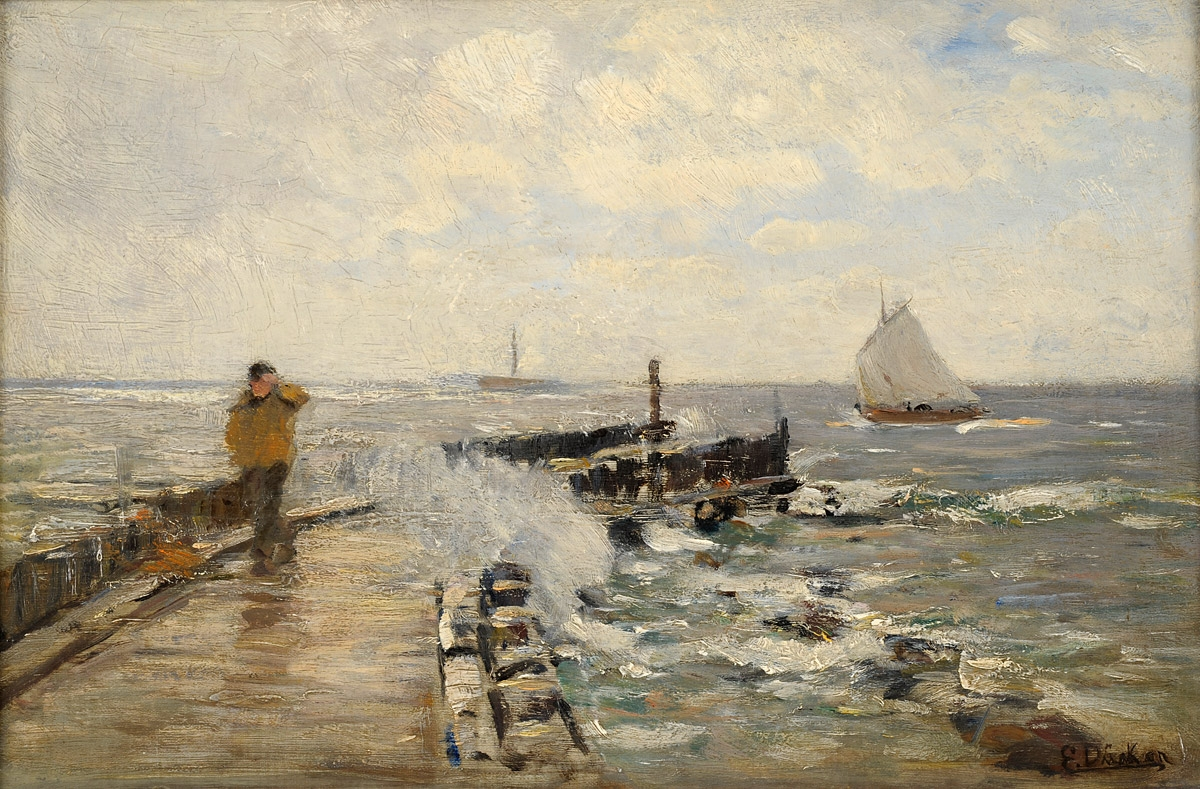
Op de pier
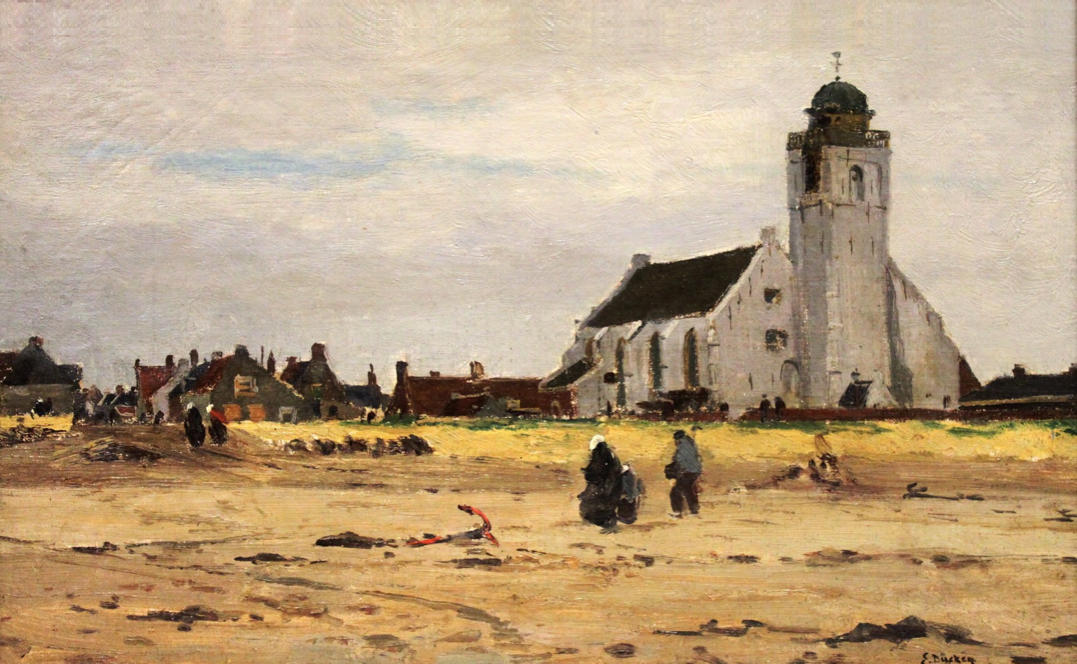
Kerk bij Katwijk
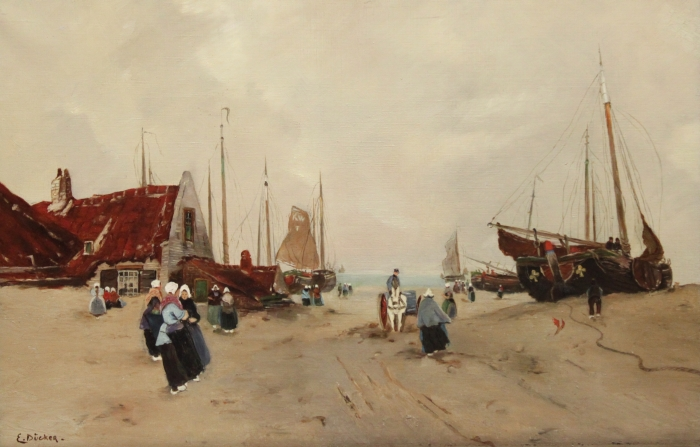
Katwijks vissersvolk en bomschuiten op het strand
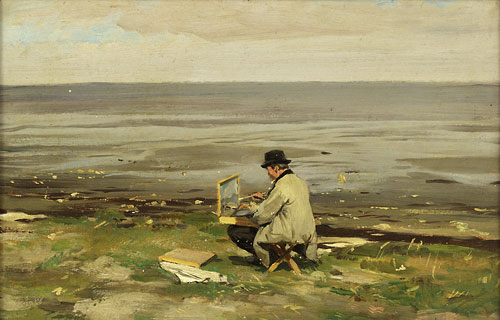
Zelfportret aan de Oostzee
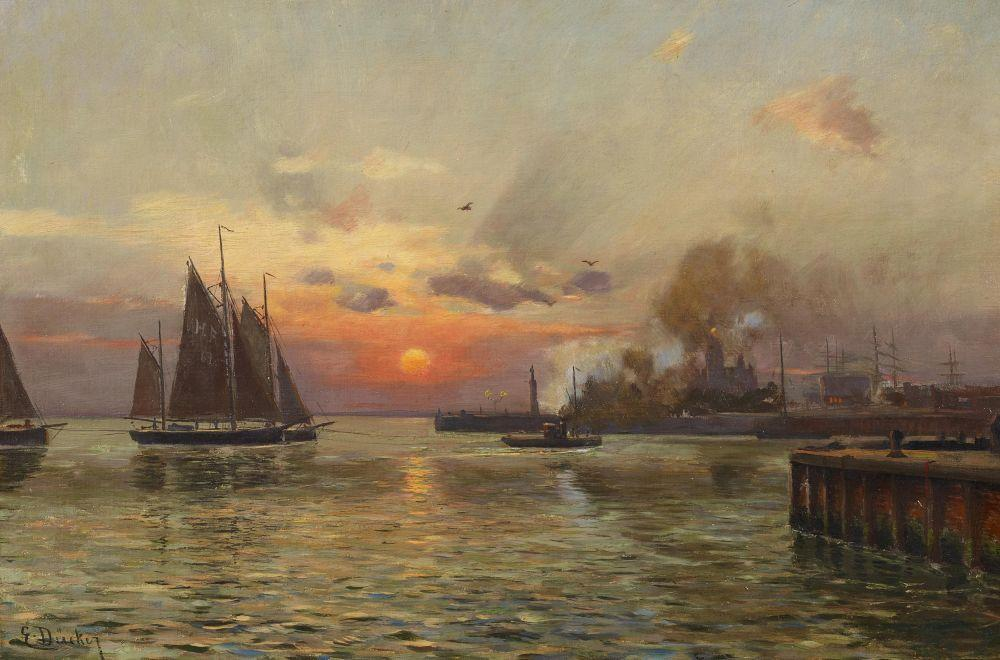
Ochtendnevel over een haven bij Sint-Petersburg